# Elezioni comunali a Mosca del 2018
Le elezioni comunali a Mosca del 2018 si sono tenute il 9 settembre per l'elezione del sindaco.

## Risultati
| Candidati         | Liste                                     | Voti      | %     |
| ----------------- | ----------------------------------------- | --------- | ----- |
| Sergej Sobjanin   | Indipendente (Russia Unita)               | 1.582.762 | 70,17 |
| Vadim Kumin       | Partito Comunista della Federazione Russa | 256.717   | 11,38 |
| Il'ja Sviridov    | Russia Giusta                             | 158.106   | 7,01  |
| Michail Degtjarëv | Partito Liberal-Democratico di Russia     | 151.642   | 6,72  |
| Michail Balakin   | Unione dei Cittadini                      | 42.192    | 1,87  |
| Totale            | Totale                                    | 2.191.419 |       |
| Voti non validi   | Voti non validi                           | 64.278    | 2,85  |
| Totale            | Totale                                    | 2.255.697 | 100   |